# Liste der Gerichte des Saarlandes

Karte der Amtsgerichtsbezirke

Diese Liste dient der Aufnahme aller Gerichte in Trägerschaft des Saarlandes.
| Obere Landesgerichte          | Obere Landesgerichte                                   | Untere Landesgerichte                                  | Untere Landesgerichte                                  | Untere Landesgerichte                                  | Untere Landesgerichte                                  |                                                  |
| Verfassungsgerichtsbarkeit    | Verfassungsgerichtsbarkeit                             | Verfassungsgerichtsbarkeit                             | Verfassungsgerichtsbarkeit                             | Verfassungsgerichtsbarkeit                             | Verfassungsgerichtsbarkeit                             |                                                  |
| ----------------------------- | ------------------------------------------------------ | ------------------------------------------------------ | ------------------------------------------------------ | ------------------------------------------------------ | ------------------------------------------------------ | ------------------------------------------------ |
| (Franz-Josef-Röder-Straße 15) | Verfassungsgerichtshof des Saarlandes (in Saarbrücken) | Verfassungsgerichtshof des Saarlandes (in Saarbrücken) | Verfassungsgerichtshof des Saarlandes (in Saarbrücken) | Verfassungsgerichtshof des Saarlandes (in Saarbrücken) | Verfassungsgerichtshof des Saarlandes (in Saarbrücken) |                                                  |
| Ordentliche Gerichtsbarkeit   |                                                        |                                                        |                                                        |                                                        |                                                        |                                                  |
| (Franz-Josef-Röder-Straße 15) | Saarländisches Oberlandesgericht (in Saarbrücken)      | Gebäude des Landgerichts Saarbrücken                   | Landgericht Saarbrücken                                | Gebäude des Amtsgerichts Homburg                       | Amtsgericht Homburg                                    |                                                  |
| (Franz-Josef-Röder-Straße 15) | Saarländisches Oberlandesgericht (in Saarbrücken)      | Gebäude des Landgerichts Saarbrücken                   | Landgericht Saarbrücken                                | Gebäude des Amtsgerichts Lebach                        | Amtsgericht Lebach                                     |                                                  |
| (Franz-Josef-Röder-Straße 15) | Saarländisches Oberlandesgericht (in Saarbrücken)      | Gebäude des Landgerichts Saarbrücken                   | Landgericht Saarbrücken                                | Amtsgericht Merzig                                     |                                                        |                                                  |
| (Franz-Josef-Röder-Straße 15) | Saarländisches Oberlandesgericht (in Saarbrücken)      | Gebäude des Landgerichts Saarbrücken                   | Landgericht Saarbrücken                                | Gebäude des Amtsgerichts Neunkirchen                   | Amtsgericht Neunkirchen                                |                                                  |
| (Franz-Josef-Röder-Straße 15) | Saarländisches Oberlandesgericht (in Saarbrücken)      | Gebäude des Landgerichts Saarbrücken                   | Landgericht Saarbrücken                                | Gebäude des Amtsgerichts Ottweiler                     | Amtsgericht Ottweiler                                  |                                                  |
| (Franz-Josef-Röder-Straße 15) | Saarländisches Oberlandesgericht (in Saarbrücken)      | Gebäude des Landgerichts Saarbrücken                   | Landgericht Saarbrücken                                | Amtsgericht Saarbrücken                                |                                                        |                                                  |
| (Franz-Josef-Röder-Straße 15) | Saarländisches Oberlandesgericht (in Saarbrücken)      | Gebäude des Landgerichts Saarbrücken                   | Landgericht Saarbrücken                                | Gebäude des Amtsgerichts Saarlouis                     | Amtsgericht Saarlouis                                  |                                                  |
| (Franz-Josef-Röder-Straße 15) | Saarländisches Oberlandesgericht (in Saarbrücken)      | Gebäude des Landgerichts Saarbrücken                   | Landgericht Saarbrücken                                | Gebäude des Amtsgerichts St. Ingbert                   | Amtsgericht St. Ingbert                                |                                                  |
| (Franz-Josef-Röder-Straße 15) | Saarländisches Oberlandesgericht (in Saarbrücken)      | Gebäude des Landgerichts Saarbrücken                   | Landgericht Saarbrücken                                | Gebäude des Amtsgerichts St. Wendel                    | Amtsgericht St. Wendel                                 |                                                  |
| (Franz-Josef-Röder-Straße 15) | Saarländisches Oberlandesgericht (in Saarbrücken)      | Gebäude des Landgerichts Saarbrücken                   | Landgericht Saarbrücken                                | Gebäude des Amtsgerichts Völklingen                    | Amtsgericht Völklingen                                 |                                                  |
| Arbeitsgerichtsbarkeit        |                                                        |                                                        |                                                        |                                                        |                                                        |                                                  |
| (Hardenbergstraße 3)          | Landesarbeitsgericht Saarland (in Saarbrücken)         | Gebäude des Arbeitsgerichts Saarbrücken                | Arbeitsgericht Saarland (in Saarbrücken)               | Arbeitsgericht Saarland (in Saarbrücken)               | Arbeitsgericht Saarland (in Saarbrücken)               |                                                  |
| Finanzgerichtsbarkeit         |                                                        |                                                        |                                                        |                                                        |                                                        |                                                  |
| (Hardenbergstraße 3)          | Finanzgericht des Saarlandes (in Saarbrücken)          | Finanzgericht des Saarlandes (in Saarbrücken)          | Finanzgericht des Saarlandes (in Saarbrücken)          | Finanzgericht des Saarlandes (in Saarbrücken)          | Finanzgericht des Saarlandes (in Saarbrücken)          |                                                  |
| Sozialgerichtsbarkeit         |                                                        |                                                        |                                                        |                                                        |                                                        |                                                  |
| (Egon-Reinert-Straße 4–6)     | Landessozialgericht für das Saarland (in Saarbrücken)  | Gebäude des Sozialgerichts Saarbrücken                 | Sozialgericht Saarbrücken                              | Sozialgericht Saarbrücken                              | Sozialgericht Saarbrücken                              | Sozialgericht Saarbrücken                        |
| Verwaltungsgerichtsbarkeit    |                                                        |                                                        |                                                        |                                                        |                                                        |                                                  |
| (Kaiser-Wilhelm-Straße 15)    | Oberverwaltungsgericht des Saarlandes (in Saarlouis)   | Gebäude des Verwaltungsgerichts des Saarlandes         | Verwaltungsgericht des Saarlandes (in Saarlouis)       | Verwaltungsgericht des Saarlandes (in Saarlouis)       | Verwaltungsgericht des Saarlandes (in Saarlouis)       | Verwaltungsgericht des Saarlandes (in Saarlouis) |